# Quân khu
Quân khu là vùng mà được bảo vệ bởi quân đội quốc gia đó.

## Ba Lan
Ba Lan có 2 quân khu:
- Quân khu Pomeranian (Pomorski Okręg Wojskowy) có bộ tư lệnh đóng ở Bydgoszcz
- Quân khu Silesian (Śląski Okręg Wojskowy) có bộ tư lệnh đóng ở Wrocław

## Đức
Quân khu ở Đức gọi là Wehrbereich. Đức có 4 quân khu và được đánh số từ I đến IV.

## Indonesia
Quân khu ở Indonesia gọi là Wehrkreise(có gốc từ tiếng Hà Lan) hoặc lingkaran pertahanan.

## Myanmar
Myanmar có 13 quân khu trong đó có 3 quân khu ở bang Shan, 1 quân khu ở Naypyidaw. Các quân khu khác thường bao gồm một hoặc hai vùng hành chính hoặc bang của Myanmar.

## Nga
Liên bang Nga hiện nay có 5 quân khu (tiếng Nga là военный округ):
- Quân khu Moskva
- Quân khu Miền Tây
- Quân khu Miền Nam
- Quân khu Miền Trung
- Quân khu Miền Đông

## Trung Quốc

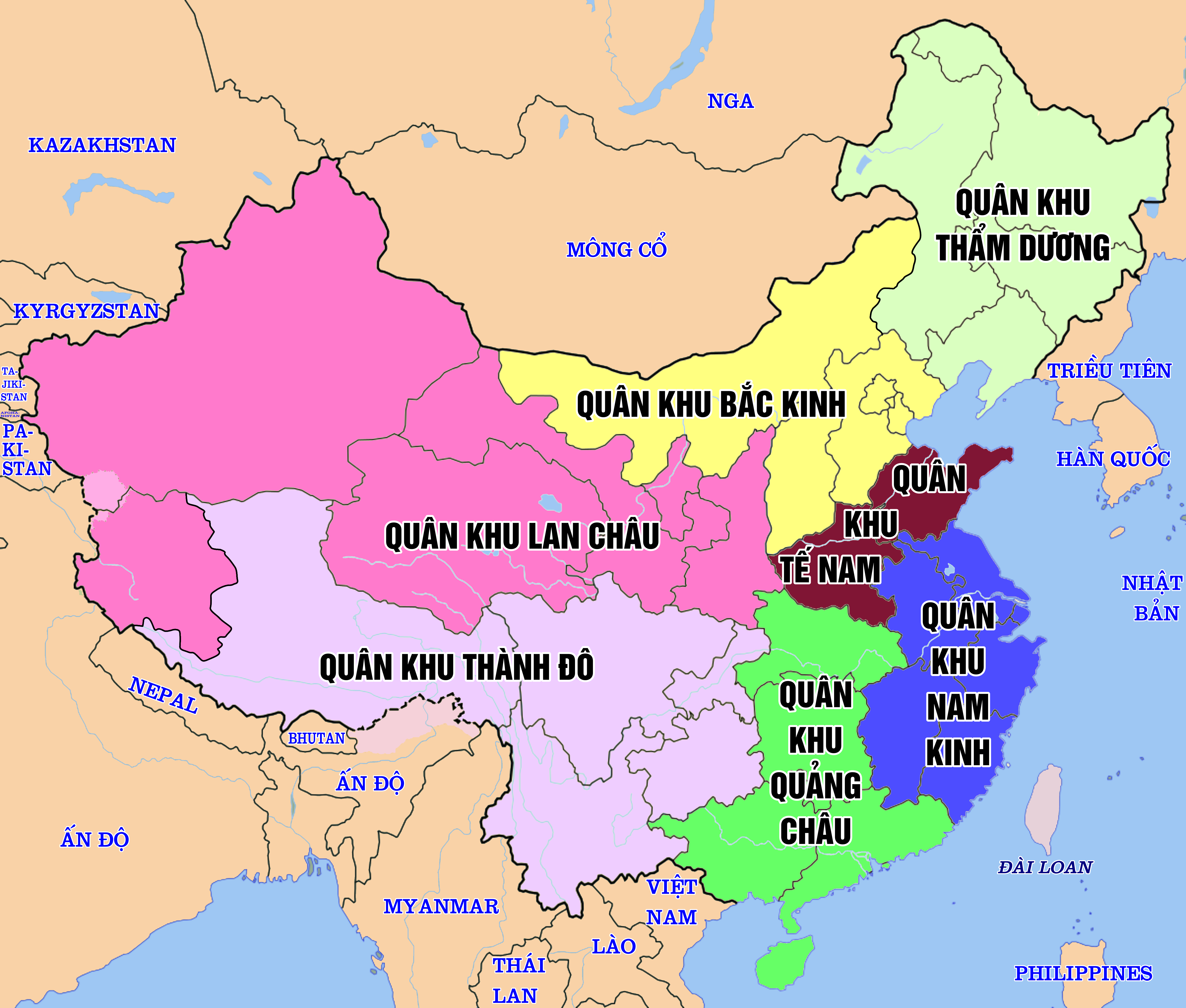
Ranh giới các đại quân khu Trung Quốc

Do quy mô dân số Trung Quốc khá đông và diện tích khá lớn nên lực lượng chuyên trách bảo vệ các đơn vị lãnh thổ được chia thành các đại quân khu, tập hợp gồm nhiều quân khu và các đơn vị chủ lực cơ hữu cấp quân đoàn. Hiện tại Trung Quốc có 5 Đại quân khu. Tên quân khu đặt theo các hướng chiến lược Đông, Tây, Nam, Bắc và Trung Tâm.

## Việt Nam
Hiện nay, Việt Nam có 7 quân khu:
- Quân khu 1 (Quân khu Đông Bắc) Bao gồm các tỉnh: Cao Bằng, Lạng Sơn, Bắc Kạn, Thái Nguyên, Bắc Giang, Bắc Ninh.
- Quân khu 2 (Quân khu Tây Bắc) Bao gồm các tỉnh: Hà Giang, Lào Cai, Lai Châu, Điện Biên, Sơn La, Yên Bái, Tuyên Quang, Phú Thọ, Vĩnh Phúc.
- Quân khu 3 (Quân khu Hồng Hà) Bao gồm các tỉnh: Quảng Ninh, Hải Dương, Hải Phòng, Hưng Yên, Hà Nam, Nam Định, Hòa Bình, Ninh Bình, Thái Bình.
- Quân khu 4 (Quân khu Bắc Trung Bộ) Bao gồm các tỉnh: Thanh Hóa, Nghệ An, Hà Tĩnh, Quảng Bình, Quảng Trị, Thừa Thiên Huế.
- Quân khu 5 (quân khu 6 trước ở Nam Trung Bộ Việt Nam được gộp vào quân khu 5) (Quân khu Nam Trung Bộ) Bao gồm các tỉnh: Đà Nẵng, Quảng Nam, Quảng Ngãi, Bình Định, Phú Yên, Khánh Hòa, Ninh Thuận, Kon Tum, Gia Lai, Đắk Lắk, Đắk Nông.
- Quân khu 7 (Quân khu Đông Nam) Bao gồm các tỉnh: Lâm Đồng, Bình Thuận, Bà Rịa - Vũng Tàu, Bình Dương, Đồng Nai, Bình Phước, Tây Ninh, Thành phố Hồ Chí Minh, Long An.
- Quân khu 9 (quân khu 8 được gộp vào quân khu 9) (Quân khu Tây Nam) Bao gồm các tỉnh: Tiền Giang, Bến Tre, Bạc Liêu, Trà Vinh, Cà Mau, Kiên Giang, An Giang, Đồng Tháp, Vĩnh Long, Sóc Trăng, Cần Thơ.

Bên cạnh đó là một Bộ tư lệnh có chức năng như một quân khu quản lý Thủ đô Hà Nội, trước vốn là Quân khu thủ đô trực thuộc Bộ Quốc phòng (được thành lập sau khi Thủ đô Hà Nội mới được thành lập trên cơ sở sáp nhập Hà Nội và Hà Tây), là Bộ Tư lệnh Thủ đô Hà Nội.